# لین-منوئل میرندا
لین-منوئل میرندا (انگلیسی: Lin-Manuel Miranda؛ زادهٔ ۱۶ ژانویهٔ ۱۹۸۰) آهنگساز، نمایشنامه‌نویس، رپر،هنرپیشه و کارگردان اهل ایالات متحده آمریکا است. وی از سال ۱۹۹۹ میلادی تاکنون مشغول فعالیت بوده‌است. معروفترین کار وی تئاتر موزیکال همیلتون است که به زندگی یکی از مؤسسان آمریکا یعنی الکساندر همیلتون می‌پردازد. این موزیکال نامزد ۱۷ جایزه تونی و برنده ۱۱ تای آن شامل جایزه تونی برای بهترین تئاتر موزیکال شد.
از فیلم‌ها یا سریال‌های تلویزیونی که وی در آن نقش داشته‌است، می‌توان به زندگی عجیب تیموتی گرین، از آسیب رساندن بپرهیز و بازگشت مری پاپینز اشاره کرد.
وی هم‌چنین برندهٔ جوایزی همچون جایزه پولیتزر برای نمایش‌نامه شده‌است. او برای اولین بار در سال ۲۰۱۶ در برنامهٔ پخش زنده شنبه شب بعنوان میزبان یکی از قسمت‌ها حضور یافت.

## زندگی شخصی

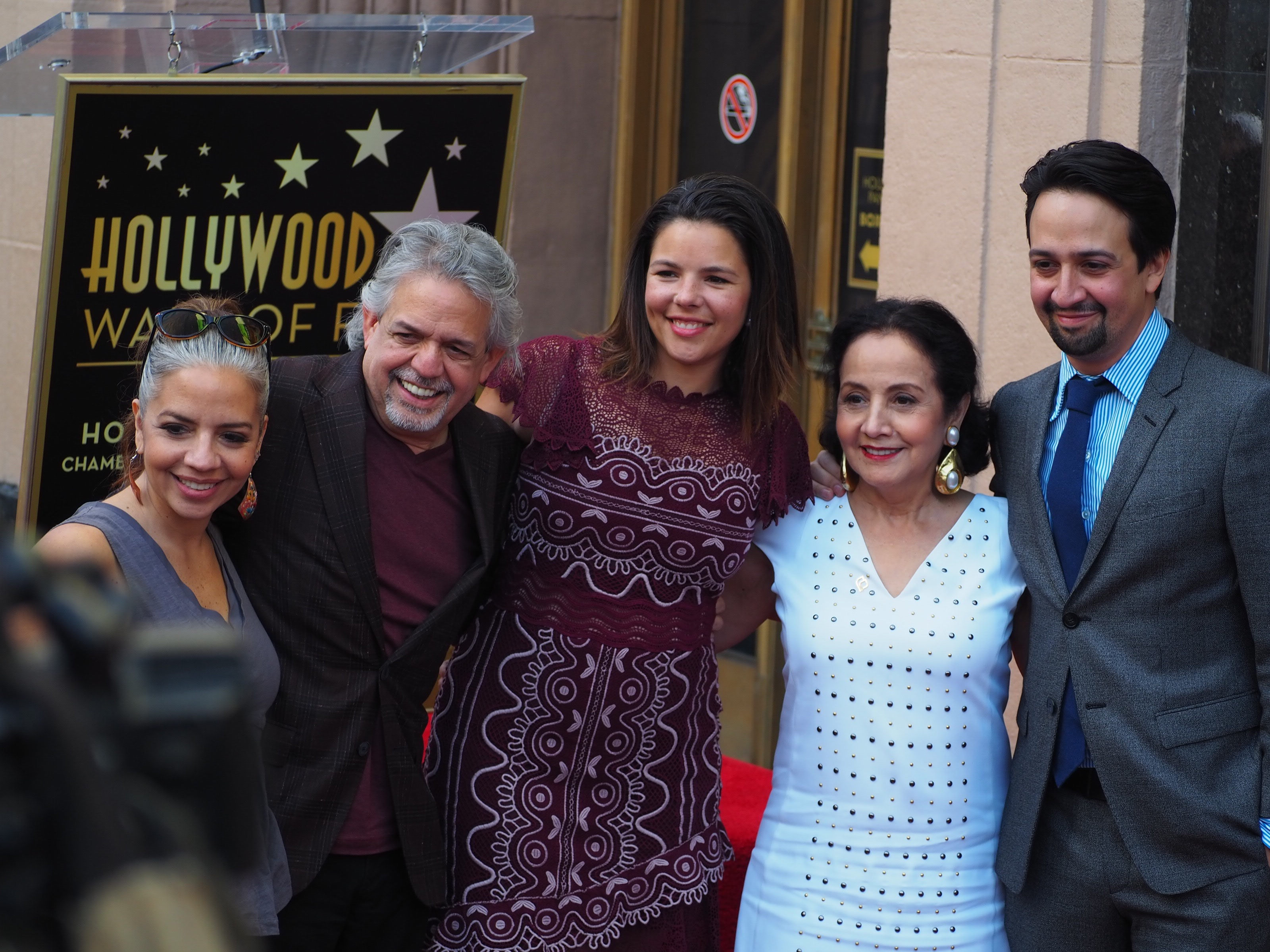
میرندا همراه با خانواده اش در حال دریافت دو هزار و ششصد و پنجاه و دومین ستاره خیابان هالیوود

### خانواده
میرندا در سال ۲۰۱۰ با یکی از دوستان دوران دبیرستانش ونسا آدریانا نادال ازدواج کرد. وی در مراسم عروسی‌اش یکی از ترانه‌های اجرای ویولن‌زن روی بام را اجرا کرد که ویدئوی آن در یوتیوب بیش از شش میلیون بازدید داشته‌است. همسر او تجربهٔ حرفهٔ وکالت در شرکت حقوقی چندملیتی جونز دی را دارد. اولین پسر آنها، سباستین در سال ۲۰۱۴ به دنیا آمده‌است. میرندا در تاریه سوم دسامبر ۲۰۱۷ در اکانت توییتر خود اعلام کرد که او و همسرش در انتظار فرزندی دیگر هستند و در روز ۲ فوریه ۲۰۱۸ طی توییتی تولد دومین فرزندش فرانسیسکو را تأیید کرد.

### اعمال بشردوستانه
پس از ملاقات با رئیس‌جمهور وقت ایالات متحده، باراک اوباما در مارس ۲۰۱۶، میرندا به‌همراه چندین سناتور آمریکا از جمله کرستن جیلیبرند، الیزابت وارن و چاک شومر از پورتوریکو برای اعلام ورشکستی حمایت کرد و درخواست داشت تا بار قرض ۷۰ میلیارد دلاری‌شان از روی دوش آنها برداشته‌شود. تا دسامبر ۲۰۱۷ میرندا موفق شد ۲۲ میلیون دلار از طریق ترانهٔ «تقریباً مثل دعا» برای کمک به افراد پورتوریکویی آسیب‌دیده جمع‌آوری کند.
او به‌همراه بن پلت در همایش «راهپیمایی برای جان‌هایمان» در تاریخ ۲۴ مارس ۲۰۱۸ در واشینگتن دی‌سی حضور یافت که موضوع آن کنترل میزان استفاده شهروندان از اسلحه‌ها بود.

## جوایز و دستاوردها
در بین جوایز بی‌شماری که میرندا موفق به کسب آنها شده، افتخاراتی چون یک جایزه پولیتزر، سه جایزه تونی، سه جایزه گرمی، یک جایزه امی، دو جایزه لارنس الیویه و یک نامزدی برای جایزه اسکار (در سال ۲۰۱۵) به چشم می‌خورد.
در سال ۲۰۱۶، مجلهٔ تایم میرندا را در فهرست «صد شخصیت تأثیرگذار جهان» خود قرار داد. در ژوئن ۲۰۱۷ بود که اعلام شد میرندا افتخار به‌دست آوردن یک ستاره در پیاده‌روی مشاهیر هالیوود را کسب کرده که از آن در سال ۲۰۱۸ رونمایی شد.

### مدارک و دیپلم‌های افتخاری
میرندا در سال ۲۰۰۹ موفق به دریافت مدرکی افتخاری از دانشگاه یشیوا (در واشینگتن هایتس، منهتن) شد و تبدیل به جوان‌ترین فردی شد که از این دانشگاه مدرکی افتخاری دریافت می‌کند. اد کک، شهردار وقت نیویورک سیتی این مدرک را به میرندا اهدا کرد.
او دیپلم افتخاری دیگری نیز از دانشگاه قبلی خود، وسلین دریافت کرد و سخنرانی فارغ‌التحصیلی آنها را در سال ۲۰۱۵ برعهده گرفت ولی این تنها سخنرانی نبود که برای جشن فارغ‌التحصیلی دانشجویان یک دانشگاه انجام می‌داد. او از دانشگاه دانشگاه پنسیلوانیا نیز دکترای افتخاری هنر دریافت کرد و برای دانشجویان آنان نیز صحبت کرد.

### کتاب‌ها
- همیلتون: انقلاب (۲۰۱۶) به‌همراه جرمی مک‌کارتر

### مقالات
- «قتل صنایع تئاتری و توریستی را به‌وسیلهٔ ربات‌ها را متوقف کنید» در نیویورک تایمز (۲۰۱۶)
- «به پورتو ریکو فرصت پیشرفت بدهید» در نیویورک تایمز (۲۰۱۶)